# Jasen Fisher
Jasen Lee Fisher (* 1980 in Chicago) ist ein ehemaliger US-amerikanischer Schauspieler. Als Kinderdarsteller gewann er zusammen mit weiteren Schauspielern des Films Hook den Young Artist Award (damals noch Youth in Film Award) in der Kategorie Outstanding Young Ensemble Cast in a Motion Picture.

## Biografie
Seinen ersten Auftritt in einem Kinofilm hatte Fisher 1989 als Filmsohn von Steve Martin und Dianne Wiest in der Komödie Eine Wahnsinnsfamilie (Originaltitel: Parenthood) von Ron Howard. Diese Rolle brachte ihm im folgenden Jahr eine Nominierung für den Young Artist Award als bester Nebendarsteller ein. Ebenfalls 1990 war er neben Anjelica Huston und Mai Zetterling in dem Fantasyfilm Hexen hexen (Originaltitel: The Witches) zu sehen, wofür er im Folgejahr eine Nominierung für den Saturn Award für den besten Nachwuchsschauspieler erhielt, den jedoch Adan Jodorowsky gewann. Seinen letzten Filmauftritt hatte er 1991 als einer der „verlorenen Jungs“ in dem Film Hook von Steven Spielberg. Für diese Rolle erhielt er 1993 zusammen mit weiteren Schauspielern des Films den Young Artist Award in der Kategorie Outstanding Young Ensemble Cast in a Motion Picture, und somit für jeden Film seiner Karriere zumindest eine Nominierung für einen Filmpreis. Danach trat er nicht mehr als Schauspieler in Erscheinung.

## Filmografie
- 1989: Eine Wahnsinnsfamilie (Parenthood)
- 1990: Hexen hexen (The Witches)
- 1991: Hook